# Raoul de Vexiau
Raoul Vexiau puis de Vexiau, né le 6 avril 1841 à Réaumur (Vendée), mort le 5 décembre 1929 dans la même commune, est un homme politique français, catholique et royaliste, maire de la commune de Réaumur de 1871 à 1929 et membre du conseil général de la Vendée qu'il préside de 1918 à 1920.

## Biographie

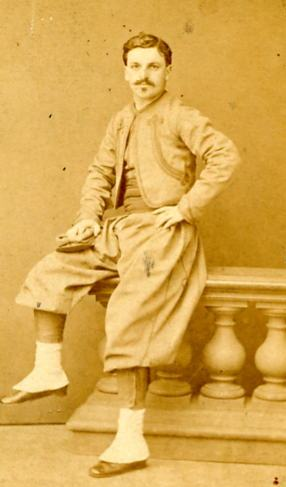
Raoul de Vexiau en uniforme des zouaves pontificaux

Fils de Jean-Joseph-Charles-Louis Vexiau, maire de Réaumur, et de Mathilde Le Gouz du Plessis, petite fille d'Augustin-François Le Gouz du Plessis.
En 1856, il fait ses études à l'institution des Couëts à Bouguenais en Loire-Atlantique.
Il est zouave pontifical,, du 1er mars 1861 au 1er avril 1862 durant la guerre d’unification de l’Italie,
,. Il reçoit pour cela la Médaille Bene Merenti,. Il fut courrier du comte de Chambord à Frohsdorf. 
Il épouse, le 10 juin 1866, Marie Reine Thérèse Bucher de Chauvigné (1841-1900), fille de Gustave Bucher de Chauvigné (1802-1866) et de Mélanie Augustine Gabrielle de La Motte-Baracé (1808-1857), dont un fils, Charles (1869-1919), décédé sans postérité de Anne-Marie Corderoy-Labussière,.
Par jugement du 26 juillet 1901 rendu par le tribunal de première instance de Fontenay-le-Comte, il est autorisé à modifier son patronyme « Vexiau » en « de Vexiau ». 
Après le décès de son fils, le capitaine Charles de Vexiau en 1919, il adopte son neveu Jean de Tinguy-Vexiau, (1895-1987) qui lui succédera à la mairie de Réaumur.
Il meurt le 5 décembre 1929, à l'âge de 88 ans, en son château de la Haute-Cour à Réaumur.

## Engagement politique et opinions religieuses
Raoul de Vexiau est royaliste, membre du comité légitimiste vendéen et catholique. 
Il fait partie des vingt-deux maires ou adjoints révoqués en octobre 1879 pour avoir participé à un banquet légitimiste séditieux à La Roche-sur-Yon. 
En 1903, il fait partie des signataires d'une résolution de protestation du conseil général de la Vendée contre le gouvernement d'Émile Combes et est présent à la manifestation locale du 30 août 1903, à Pouzauges, en faveur du droit des associations et la liberté d'enseignement des congrégations religieuses. En 1906, dans la commune de Réaumur, il dirige la résistance contre les agents du fisc chargés de faire les inventaires des biens de l'Église en France.

## Mandats électoraux
De 1871 à 1929, il est maire de la petite commune rurale de Réaumur où, avant lui, sa famille donna trois autres maires à partir de 1797. En 1929, Il est le doyen des maires de France, ayant été réélu maire de Réaumur depuis 1870,.
En 1876, il devient membre du conseil d’arrondissement de Fontenay.
De 1892 à 1928, il est élu conseiller général pour le canton de Pouzauges,. En 1918, il est doyen d'âge du conseil général de la Vendée,.  
De 1918 à 1920, il est président du conseil général de la Vendée.

## Activités locales
En 1872, il est trésorier du comice agricole de Pouzauges en Vendée.

## Décorations
- États pontificaux

| Décoré de la Médaille Benemerenti |

- France

| Chevalier de l'Ordre national de la Légion d'honneur, le 30 août 1921. |